# Ліпно (Стшелецько-Дрезденецький повіт)
Ліпно (пол. Lipno) — село в Польщі, у гміні Дрезденко Стшелецько-Дрезденецького повіту Любуського воєводства.
Населення — 316 осіб (2011).
У 1975-1998 роках село належало до Гожовського воєводства.

## Демографія
Демографічна структура станом на 31 березня 2011 року:
|          | Загалом | Допрацездатний вік | Працездатний вік | Постпрацездатний вік |
| -------- | ------- | ------------------ | ---------------- | -------------------- |
| Чоловіки | 156     | 42                 | 106              | 8                    |
| Жінки    | 160     | 38                 | 101              | 21                   |
| Разом    | 316     | 80                 | 207              | 29                   |